# Maaseik
Maaseik (en limburguès Mezeik) és una ciutat aproximadament 25.000 habitants a Bèlgica, a la província de Limburg, que forma part de la regió flamenca. El municipi inclou la ciutat de Maaseik, els pobles de Neeroeteren i Opoeteren i els caserius d'Aldeneik, Heppeneert, Wurfeld, Sint-Jansberg, Ven i Gremelslo.

## Història
Maaseik era una ciutat del comtat de Loon i fins al 1795 una bona vila del principat de Lieja.
- 952 Otó I dona l'abadia d'Aldeneik, confiscada de Giselbert de Lotaríngia al bisbe de Lieja Farabert[1]
- 1244 Maaseik obté els privilegis de ciutat i de bona vila
- 1390 (aproximadament): neix el pintor Jan van Eyck
- 1567 Durant la revolució protestant (iniciada a Steenvoorde) la ciutat es declara independent. De presa, el príncep-bisbe de Lieja Gerard de Groesbeek restaurarà el seu poder.
- 1684 Un gran incendi destrueix un tercera part de la ciutat.
- 1795 Annexió a França
- 1815 Integració al Regne Unit dels Països Baixos
- 1830 Integració a Bèlgica

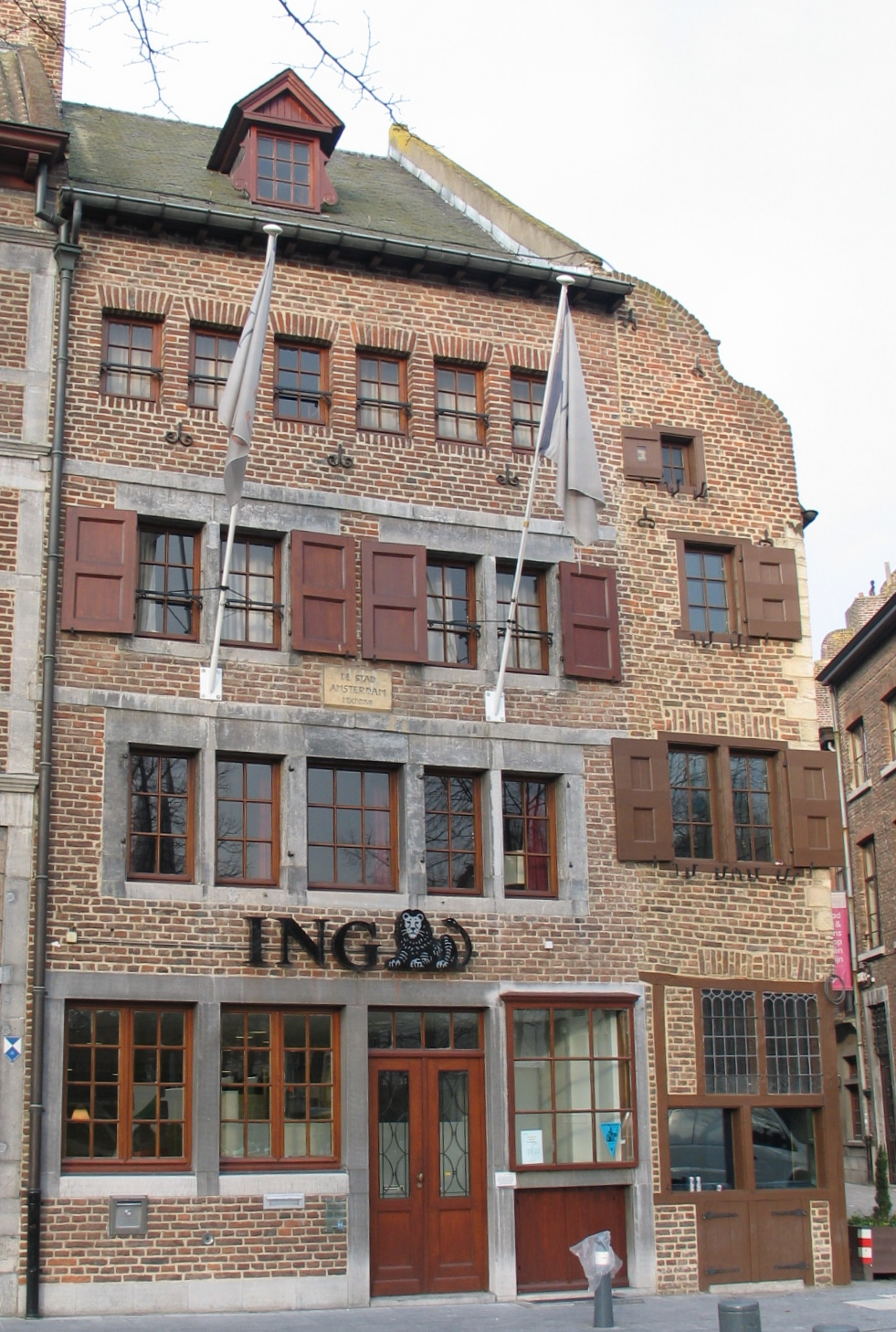
La casa De Stadt Amsterdam
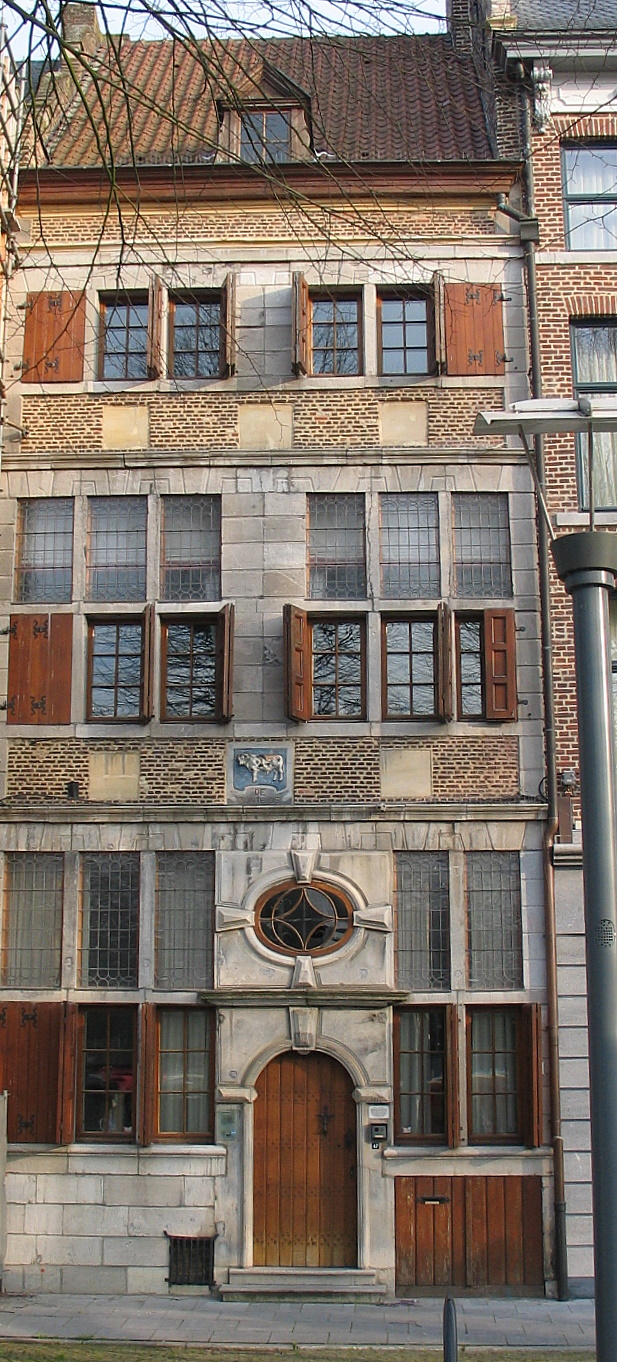
Taverna De Bonte Os (segle XVII)

## Persones de Maaseik
- Hubert van Eyck, pintor nascut a Maaseik (c. 1366-1426)
- Jan van Eyck pintor nascut a Maaseik (c. 1385-1441)
- Harry Everts, motociclista campió mundial
- Vital Borkelmans, futbolista